# Solow-model
Het Solow-model (Solow Growth Model) is een model ontwikkeld door Robert Solow in 1956. Het model wordt gebruikt om de economische groei in een land over een bepaalde tijd te bestuderen, met als doel te verklaren waardoor deze groei wordt veroorzaakt. Dit kan gebeuren door het gebruik van meer input, een toename van productiviteit van de input gedurende de periode, of beide.  Het model veronderstelt volledige tewerkstelling en capaciteits-benuttiging.
Volgens het Solow-model zijn er drie bronnen die economische groei veroorzaken.
1. Kapitaal-accumulatie: Eventuele besparingen zullen worden geïnvesteerd en zullen dus leiden tot een toename van de productiecapaciteit.
2. Bevolkingsgroei: doordat de bevolking groeit, zullen er meer werknemers beschikbaar zijn voor de marktproductie.
3. Technologische vooruitgang: Een toename van kennis zorgt voor een verbetering in de techniek waardoor de gezamenlijke productiviteit van arbeid en kapitaal toeneemt.

Het Solow-model is gebaseerd op zogenaamde stylized facts, dit zijn empirische regelmatigheden, die in de praktijk niet altijd op gaan, maar toch kenmerken aantonen. Deze stylized facts worden gebruikt om tot een zogenaamde steady state te komen, dat is de asymptotische groeivoet waarnaar de economie op lange termijn evolueert.
Deze steady state wordt volgens het model bereikt als de totale depreciatie van alle investeringen gelijk is aan de totale spaarfunctie in een land. Dit houdt namelijk in dat al het gespaarde geld (en dus alle investeringen) nodig zijn, om al gemaakte investeringen te vervangen, logischerwijs is er in die situatie geen sprake van een toename in de economische groei van een land.